# Mike Summers
Michael Victor Summers (nacido en 1952 en Puerto Argentino/Stanley) es un político de las Islas Malvinas que ha servido como miembro de la Asamblea Legislativa por la circunscripción de Puerto Stanley desde que ganó una elección parcial en 2011, hasta 2017. Anteriormente fue miembro del Consejo Legislativo desde 1996 a 2009.

## Biografía
Summers nació en la capital isleña y creció en Puerto Mitre. Su hermano se llama Owen. 
Se trasladó al Reino Unido a los once años de edad después de haber ganado una beca del gobierno para Shaftesbury Grammar School, un internado en Dorset. Luego pasó estudió de negocios en la Universidad de Middlesex de Londres.{{crLl Después de la universidad, Summers trabajó para varias empresas de construcción y de ingeniería durante todo el mundo[cita requerida], antes de regresar a las Malvinas en 1989 cuando se convirtió en director general de la Corporación para el Desarrollo de las Islas Malvinas del gobierno del territorio de ultramar británico. Durante su tiempo como director general, Summers negoció la conexión aérea entre las Malvinas y el territorio continental de América del Sur con la chilena LAN Airlines, que sigue siendo la única aerolínea comercial en volar a las islas.
Summers renunció al cargo de Gerente General en 1996 para seguir una carrera política. Más tarde ese mismo año fue elegido en una elección parcial para el Consejo Legislativo (que se reconstituyó como la Asamblea Legislativa en la Constitución de 2009). Summers fue reelecto en 1997, 2001 y 2005, pero perdió su escaño en las elecciones generales de 2009.
En 2011, Summers regresó a la Asamblea Legislativa después de ganar una elección parcial para cubrir el puesto dejado vacante por Glenn Ross. En el momento de la elección, Summers estaba en la Isla de Wight para los Juegos de las Islas de 2011 en su papel como jefe de equipo de la Asociación Juegos de Ultramar de las Islas Malvinas. Él ganó la reelección en 2013.

## Polémicas
A fines de enero de 2015 se realizó un debate en la Cámara de Comercio del gobierno colonial británico. Allí se presentó un petitorio de 494 para prohibir la bandera de Argentina en las islas. Sobre el asunto Summers denigró a los excombatientes argentinos de la guerra de 1982 y los calificó de «no ser nada».